# Bolívar (Cauca)
Bolívar ist eine Gemeinde (municipio) im Departamento Cauca in Kolumbien. Bolívar ist bekannt für den Cerro de Bolívar, ein Hügel, auf dem sich ein Monument zu Ehren der Schutzmantelmadonna befindet.

## Geographie
Bolívar liegt in der Provincia del Sur in Cauca auf einer Höhe von 1777 m ü. NN auf der Westseite der Zentralkordillere der Anden, 145 km von Popayán entfernt. Die Gemeinde grenzt im Norden an Patía und Sucre, im Süden an Santa Rosa sowie an San Pablo und La Cruz im Departamento de Nariño, im Osten an Almaguer und San Sebastián und im Westen an Florencia und Mercaderes.

## Bevölkerung
Die Gemeinde Bolívar hat 44.868 Einwohner, von denen 5284 im städtischen Teil (cabecera municipal) der Gemeinde leben (Stand: 2019).

## Geschichte
Das Gebiet des heutigen Bolívar war vor der Ankunft der Spanier vom indigenen Volk der Quilla bewohnt. Von den Spaniern wurde zunächst der Nachbarort Almaguer im Auftrag von Sebastián de Belalcázar gegründet, von wo aus schließlich auch Bolívar besiedelt wurde. Die offizielle Gründung erfolgte 1793 unter dem Namen El Trapiche. Aufgrund der Rolle des Ortes während des Unabhängigkeitskampfes von Simón Bolívar wurde der Ort später in Bolívar umbenannt.

## Wirtschaft
Der wichtigste Wirtschaftszweig von Bolívar ist die Landwirtschaft. Insbesondere werden Mais, Kaffee, Zuckerrohr, Obst und Kartoffeln angebaut.